# 城堡守卫者
《城堡守卫者》是1980年街机射击游戏，由雅达利开发并发行。
游戏登上2009年Game Informer史上最佳游戏榜单第25名。《有生之年非玩不可的1001款游戏》称游戏防御加攻坚的理念代表了1980年代早期街机游戏的竞技对战特征。